# 12. Festival des politischen Liedes
12. Festival des politischen Liedes es un álbum en directo interpretado por artistas de diversas nacionalidades, grabado en febrero de 1982 en el contexto de la duodécima versión del Festival de la canción política (en alemán: Festival des politischen Liedes) organizado por la Juventud Libre Alemana (FDJ) en el este de Berlín, en la época de la República Democrática Alemana.
Entre los intérpretes de habla hispana en el álbum se encuentran la agrupación chilena Illapu, abriendo el álbum, así como los argentinos Quinteto Tiempo.

## Lista de canciones
| 12. Festival des politischen Liedes |                                      |        |                                        |          |  |
| N.º                                 | Título                               | Música | Intérprete                             | Duración |  |
| 1.                                  | «Toro Mata»                          |        | Illapu                                 |          |  |
| 2.                                  | «Das weiche Wasser»                  |        | Bots                                   |          |  |
| 3.                                  | «Thousand cranes»                    |        | Ad Hoc Singers                         |          |  |
| 4.                                  | «23 September»                       |        | Andi Brauer                            |          |  |
| 5.                                  | «Poema para desperatar a un niño»    |        | Quinteto Tiempo                        |          |  |
| 6.                                  | «Munguemo»                           |        | Valdemar y Massangao                   |          |  |
| 7.                                  | «Tschaka»                            |        | Abdullah Ibrahim y Singegruppe des ANC |          |  |
| 8.                                  | «Tocar a reunir»                     |        | Trovante                               |          |  |
| 9.                                  | «Grândola vila morena»               |        | Orkest de Volharding                   |          |  |
| 10.                                 | «Lied über den Warschauer Vertrag»   |        | Ostrowianie                            |          |  |
| 11.                                 | «Für Janusz Korczak - Epilog»        |        | Spartakus                              |          |  |
| 12.                                 | «Leben einzeln und frei»             |        | Hannes Wader                           |          |  |
| 13.                                 | «La democracia»                      |        | Jorge Palencia                         |          |  |
| 14.                                 | «Wir wollen Frieden auf Lange Dauer» |        | Oktoberklub                            |          |  |

El festival incluyó varias otras canciones que no quedaron en el álbum, tales como Die Nachricht/El Salvador, del grupo Spartakus, que en 1985 apareció en el álbum recopilatorio Vorwärts, nicht vergessen solidarität!.